# Ярополк Изяславич
Яропо́лк Изясла́вич (Пётр; умер 22 ноября 1086) — князь волынский и туровский, сын киевского великого князя Изяслава Ярославича и Гертруды Польской, внук Ярослава Мудрого. Был женат на Кунигунде (Ирине), дочери графа Веймара Оттона I. Святой, канонизированный Русской православной церковью. День памяти 22 ноября (5 декабря).

## Биография
Впервые упоминается в 1071 году, когда Ярополк победил Всеслава Полоцкого у Голотическа, но Всеслав удержал за собой Полоцк.
В 1073 году вместе с отцом был изгнан из Киева и бежал на запад. Германский король Генрих IV отказал им в помощи, и тогда они отправились к папе Григорию VII, который поддержал Изяслава и Ярополка, признав своими вассалами. Об аудиенции Ярополка у папы римского сохранились документы в Трирской псалтыри, в которой есть и миниатюрный портрет Ярополка и его супруги Ирины.
Папа короновал в Риме королевской короной Ярополка и предоставил ему лен святого престола Русское королевство (булла папы от 17 апреля 1075), по которой власть в Киеве должна была принадлежать Изяславу и его сыну Ярополку. Через три дня после написания этой буллы папа обратился с посланием к польскому королю Болеславу, в котором упрекал его за ограбление Изяслава. Реализовать эту попытку закрепления Киевской Руси за одной ветвью династии путём изменения порядка наследования не удалось. Сам Изяслав не рискнул обнародовать на Руси буллу Папы.
В 1076 году Ярополк вернулся с отцом в Киев и получил удел в Вышгороде. В 1078 году принимал участие в борьбе против Святославичей, в которой погиб его отец. После этих событий киевским князем стал Всеволод Ярославич, оставив Чернигов себе, а Волынь с центром во Владимире-Волынском и Турово-Пинскую землю дал Ярополку. За время своего правления последнему постоянно приходилось воевать с изгоями Ростиславичами, стремившимися получить удел (их отец был наместником на Волыни в 1056-1065 годах); в борьбе с ними Ярополк и погиб.

### Война с Ростиславичами и гибель
В 1084 году Ростиславичи бежали от Ярополка в Перемышль, выгнали Ярополка из Владимира, но Всеволод послал на них Владимира Мономаха, который и вернул Ярополку Владимир, но при этом отдал Дорогобуж волынскому изгою Давыду Игоревичу. Недовольство Ярополка привело к тому, что он лишился и Владимира в пользу Давыда Игоревича.
В 1086 году Ярополк, заручившийся военной или дипломатической поддержкой Польши, заключил мир с Владимиром Всеволодовичем и снова сел во Владимире-Волынском, но той же зимой во время похода на Ростиславичей был под Звенигородом предательски убит собственным дружинником Нерадцем. Похоронен в Дмитровском монастыре (Киев). Нерадец бежал к Рюрику Ростиславичу, и в организации убийства молва обвинила Ростиславичей.
В 1088 году Туров получил брат Ярополка Святополк, уступивший новгородское княжение внуку Всеволода Ярославича Мстиславу.

## Брак и дети
Скорее всего, во время пребывания в Германии (около 1075 года) Ярополк женился на Кунигунде фон Орламюнде (ок.1057 — 1140). После смерти мужа она покинула Русь.
Он оставил двух сыновей — Ярослава и Вячеслава — и дочь Анастасию, ставшую в 1090 году женой одного из сыновей Всеслава Полоцкого — Глеба Минского. В немецких хрониках есть сообщение о ещё одной дочери Ярополка, Матильде, вышедшей за тюрингского графа Гюнтера III фон Кёфернбурга, первого графа фон Шварцбурга.